# Diplothele tenebrosus
Diplothele tenebrosus là một loài nhện trong họ Barychelidae. Loài này phân bố ờ Ấn Độ.